# 24h Le Mans 2024

Tor Circuit de la Sarthe

24h Le Mans 2024 (fr. 92º Edition des 24 Heures du Mans) – 92. edycja długodystansowego wyścigu samochodowego, który odbył się w dniach 15–16 czerwca 2024 roku. Wyścig został zorganizowany przez Automobile Club de l’Ouest jako czwarta runda sezonu 2024 serii FIA World Endurance Championship.

## Zmiany przed wyścigiem

### Samochody bezpieczeństwa
Procedura samochodu bezpieczeństwa, która została zmieniona przed ubiegłoroczną edycją, została skrócona o jedną fazę – stawka nie była już sortowana kategoriami przed wznawieniem rywalizacji. Tej zmiany dokonano z powodu krytyki długości zmienionej procedury samochodu bezpieczeństwa.

### Ogrzewanie opon
Zeszłoroczna edycja Le Mans była jedyną rundą sezonu FIA WEC, w którym odstąpiono od zakazu korzystania z urządzeń ogrzewających opony. Podczas tegorocznego wyścigu zakaz obowiązywał tak samo jak podczas pozostałych rund sezonu FIA WEC.

### Klasa LMP2
Kategoria LMP2 zniknęła z rywalizacji w pełnym sezonie FIA WEC. Organizatorzy postanowili jednak zagwarantować 15 miejsc dla zespołów tej klasy podczas wyścigu Le Mans.

## Lista startowa

### Automatyczne zaproszenia
| Powód zaproszenia                                       | Hypercar              | LMP2                      | LMGT3              |
| ------------------------------------------------------- | --------------------- | ------------------------- | ------------------ |
| Mistrzostwo European Le Mans Series (LMP2 i LMGTE)      |                       | Algarve Pro Racing        | Proton Competition |
| Mistrzostwo European Le Mans Series (LMP2 Pro/Am)       |                       | AF Corse                  |                    |
| Mistrzostwo European Le Mans Series (LMP3)              |                       | COOL Racing               |                    |
| Wicemistrzostwo ELMS (LMP2)                             |                       | United Autosports USA     |                    |
| Wybrani przez organizatorów IMSA SportsCar Championship | Action Express Racing | George Kurtz              | Brendan Iribe      |
| Mistrzostwo Asian Le Mans Series (LMP2 i GT)            |                       | CrowdStrike Racing by APR | Pure Rxcing        |
| Mistrzostwo GT World Challenge Europe (klasa Bronze)    |                       |                           | Pure Rxcing        |
| Źródła:                                                 |                       |                           |                    |

Mistrzowie Asian Le Mans Series w kategorii LMP2, CrowdStrike Racing by APR, zdecydowali się nie korzystać z ich automatycznego zaproszenia.

### Pełna lista startowa
Pełna lista startowa została zaprezentowana 19 lutego 2024 roku. Zaktualizowaną wersję pełnej listy startowej opublikowano 6 maja.
| Ikona | Seria                            |
| ----- | -------------------------------- |
| WEC   | FIA World Endurance Championship |
| ELMS  | European Le Mans Series          |
| ALMS  | Asian Le Mans Series             |
| GWCE  | GT World Challenge Europe        |
| IMSA  | IMSA SportsCar Championship      |
| 24LM  | Tylko 24h Le Mans                |

#### Kategoria Hypercar
23 załogi otrzymały zaproszenia w ramach tej kategorii. Wszystkie zespoły korzystały z opon Michelin.
| Nr     | Zespół                    | Samochód                  | Hybryda | Seria | Kierowcy           | Kierowcy              | Kierowcy              |
| ------ | ------------------------- | ------------------------- | ------- | ----- | ------------------ | --------------------- | --------------------- |
| 2      | Cadillac Racing           | Cadillac V-Series.R       | Tak     | WEC   | Earl Bamber        | Alex Lynn             | Álex Palou            |
| 3      | Cadillac Racing           | Cadillac V-Series.R       | Tak     | IMSA  | Sébastien Bourdais | Scott Dixon           | Renger van der Zande  |
| 4      | Porsche Penske Motorsport | Porsche 963               | Tak     | IMSA  | Mathieu Jaminet    | Felipe Nasr           | Nick Tandy            |
| 5      | Porsche Penske Motorsport | Porsche 963               | Tak     | WEC   | Matt Campbell      | Michael Christensen   | Frédéric Makowiecki   |
| 6      | Porsche Penske Motorsport | Porsche 963               | Tak     | WEC   | Kévin Estre        | André Lotterer        | Laurens Vanthoor      |
| 7      | Toyota Gazoo Racing       | Toyota GR010 Hybrid       | Tak     | WEC   | Kamui Kobayashi    | José María López      | Nyck de Vries         |
| 8      | Toyota Gazoo Racing       | Toyota GR010 Hybrid       | Tak     | WEC   | Sébastien Buemi    | Brendon Hartley       | Ryō Hirakawa          |
| 11     | Isotta Fraschini          | Isotta Fraschini Tipo 6-C | Tak     | WEC   | Carl Bennett       | Antonio Serravalle    | Jean-Karl Vernay      |
| 12     | Hertz Team Jota           | Porsche 963               | Tak     | WEC   | Callum Ilott       | Norman Nato           | Will Stevens          |
| 15     | BMW M Team WRT            | BMW M Hybrid V8           | Tak     | WEC   | Raffaele Marciello | Dries Vanthoor        | Marco Wittmann        |
| 19     | Lamborghini Iron Lynx     | Lamborghini SC63          | Tak     | IMSA  | Matteo Cairoli     | Andrea Caldarelli     | Romain Grosjean       |
| 20     | BMW M Team WRT            | BMW M Hybrid V8           | Tak     | WEC   | Robin Frijns       | Sheldon van der Linde | René Rast             |
| 35     | Alpine Endurance Team     | Alpine A424               | Tak     | WEC   | Paul-Loup Chatin   | Ferdinand Habsburg    | Charles Milesi        |
| 36     | Alpine Endurance Team     | Alpine A424               | Tak     | WEC   | Nicolas Lapierre   | Mick Schumacher       | Matthieu Vaxivière    |
| 38     | Hertz Team Jota           | Porsche 963               | Tak     | WEC   | Jenson Button      | Phil Hanson           | Oliver Rasmussen      |
| 50     | Ferrari AF Corse          | Ferrari 499P              | Tak     | WEC   | Antonio Fuoco      | Miguel Molina         | Nicklas Nielsen       |
| 51     | Ferrari AF Corse          | Ferrari 499P              | Tak     | WEC   | James Calado       | Antonio Giovinazzi    | Alessandro Pier Guidi |
| 63     | Lamborghini Iron Lynx     | Lamborghini SC63          | Tak     | WEC   | Mirko Bortolotti   | Daniił Kwiat          | Edoardo Mortara       |
| 83     | AF Corse                  | Ferrari 499P              | Tak     | WEC   | Robert Kubica      | Robert Szwarcman      | Yifei Ye              |
| 93     | Peugeot TotalEnergies     | Peugeot 9X8               | Tak     | WEC   | Mikkel Jensen      | Nico Müller           | Jean-Éric Vergne      |
| 94     | Peugeot TotalEnergies     | Peugeot 9X8               | Tak     | WEC   | Paul di Resta      | Loïc Duval            | Stoffel Vandoorne     |
| 99     | Proton Competition        | Porsche 963               | Tak     | WEC   | Julien Andlauer    | Neel Jani             | Harry Tincknell       |
| 311    | Whelen Cadillac Racing    | Cadillac V-Series.R       | Tak     | IMSA  | Jack Aitken        | Luis Felipe Derani    | Felipe Drugovich      |
| Źródło |                           |                           |         |       |                    |                       |                       |

#### Kategoria LMP2
16 załóg otrzymało zaproszenia w ramach tej kategorii. Wszystkie zespoły korzystały z opon Goodyear oraz silników Gibson GK428 V8.
| 9      | Proton Competition        | Oreca 07 | ELMS | P2 | Macéo Capietto           | Jonas Ried       | Bent Viscaal             |
| 10     | Vector Sport              | Oreca 07 | ELMS | P2 | Ryan Cullen              | Patrick Pilet    | Stéphane Richelmi        |
| 14     | AO by TF                  | Oreca 07 | ELMS | PA | Louis Delétraz           | P.J. Hyett       | Alex Quinn               |
| 22     | United Autosports         | Oreca 07 | ELMS | P2 | Oliver Jarvis            | Bijoy Garg       | Nolan Siegel             |
| 23     | United Autosports USA     | Oreca 07 | ELMS | PA | Filipe Albuquerque       | Ben Hanley       | Ben Keating              |
| 24     | Nielsen Racing            | Oreca 07 | ELMS | P2 | David Heinemeier-Hansson | Fabio Scherer    | Kyffin Simpson           |
| 25     | Algarve Pro Racing        | Oreca 07 | ELMS | P2 | Olli Caldwell            | Roman De Angelis | Matthias Kaiser          |
| 28     | IDEC Sport                | Oreca 07 | ELMS | P2 | Reshad de Gerus          | Paul Lafargue    | Job van Uitert           |
| 30     | Duqueine Team             | Oreca 07 | ELMS | PA | James Allen              | John Falb        | Jean-Baptiste Simmenauer |
| 33     | DKR Engineering           | Oreca 07 | ELMS | PA | René Binder              | Laurents Hörr    | Alexander Mattschull     |
| 34     | Inter Europol Competition | Oreca 07 | ELMS | P2 | Tom Dillmann             | Władisław Łomko  | Jakub Śmiechowski        |
| 37     | COOL Racing               | Oreca 07 | ELMS | P2 | Lorenzo Fluxá            | Malthe Jakobsen  | Ritomo Miyata            |
| 45     | Algarve Pro Racing        | Oreca 07 | IMSA | PA | Colin Braun              | Nicky Catsburg   | George Kurtz             |
| 47     | COOL Racing               | Oreca 07 | ELMS | PA | Matthew Bell             | Naveen Rao       | Frederik Vesti           |
| 65     | Panis Racing              | Oreca 07 | ELMS | PA | Mathias Beche            | Scott Huffaker   | Rodrigo Sales            |
| 183    | AF Corse                  | Oreca 07 | ELMS | PA | Ben Barnicoat            | François Perrodo | Nicolás Varrone          |
| Źródło |                           |          |      |    |                          |                  |                          |

| Ikona | Klasyfikacja          |
| ----- | --------------------- |
| P2    | Tylko LMP2            |
| PA    | LMP2 oraz LMP2 Pro-Am |

#### Kategoria LMGT3
23 załogi otrzymały zaproszenia w ramach tej kategorii. Wszystkie zespoły korzystały z opon Goodyear.
| Nr     | Zespół               | Samochód                       | Seria | Kierowcy              | Kierowcy             | Kierowcy            |
| ------ | -------------------- | ------------------------------ | ----- | --------------------- | -------------------- | ------------------- |
| 27     | Heart of Racing Team | Aston Martin Vantage AMR LMGT3 | WEC   | Ian James             | Daniel Mancinelli    | Alex Riberas        |
| 31     | Team WRT             | BMW M4 LMGT3                   | WEC   | Augusto Farfus        | Sean Gelael          | Darren Leung        |
| 44     | Proton Competition   | Ford Mustang LMGT3             | ELMS  | John Hartshorne       | Christopher Mies     | Ben Tuck            |
| 46     | Team WRT             | BMW M4 LMGT3                   | WEC   | Ahmad Al Harthy       | Maxime Martin        | Valentino Rossi     |
| 54     | Vista AF Corse       | Ferrari 296 LMGT3              | WEC   | Francesco Castellacci | Thomas Flohr         | Davide Rigon        |
| 55     | Vista AF Corse       | Ferrari 296 LMGT3              | WEC   | François Hériau       | Simon Mann           | Alessio Rovera      |
| 59     | United Autosports    | McLaren 720S LMGT3 Evo         | WEC   | Nicolas Costa         | James Cottingham     | Grégoire Saucy      |
| 60     | Iron Lynx            | Lamborghini Huracán LMGT3 Evo2 | WEC   | Matteo Cressoni       | Franck Perera        | Claudio Schiavoni   |
| 66     | JMW Motorsport       | Ferrari 296 LMGT3              | ELMS  | Giacomo Petrobelli    | Larry ten Voorde     | Salih Yoluç         |
| 70     | Inception Racing     | McLaren 720S LMGT3 Evo         | IMSA  | Brendan Iribe         | Ollie Millroy        | Frederik Schandorff |
| 77     | Proton Competition   | Ford Mustang LMGT3             | WEC   | Benjamin Barker       | Ryan Hardwick        | Zacharie Robichon   |
| 78     | Akkodis ASP Team     | Lexus RC F LMGT3               | WEC   | Timur Bogusławskij    | Kelvin van der Linde | Arnold Robin        |
| 81     | TF Sport             | Corvette Z06 LMGT3.R           | WEC   | Rui Andrade           | Charlie Eastwood     | Tom van Rompuy      |
| 82     | TF Sport             | Corvette Z06 LMGT3.R           | WEC   | Sébastien Baud        | Daniel Juncadella    | Hiroshi Koizumi     |
| 85     | Iron Dames           | Lamborghini Huracán LMGT3 Evo2 | WEC   | Sarah Bovy            | Rahel Frey           | Michelle Gatting    |
| 86     | GR Racing            | Ferrari 296 LMGT3              | ELMS  | Riccardo Pera         | Daniel Serra         | Michael Wainwright  |
| 87     | Akkodis ASP Team     | Lexus RC F LMGT3               | WEC   | Takeshi Kimura        | Jack Hawksworth      | Esteban Masson      |
| 88     | Proton Competition   | Ford Mustang LMGT3             | WEC   | Dennis Olsen          | Mikkel Pedersen      | Giorgio Roda        |
| 91     | Manthey EMA          | Porsche 911 GT3 R LMGT3        | WEC   | Richard Lietz         | Morris Schuring      | Yasser Shahin       |
| 92     | Manthey Pure Rxcing  | Porsche 911 GT3 R LMGT3        | WEC   | Klaus Bachler         | Alaksandr Małychin   | Joel Sturm          |
| 95     | United Autosports    | McLaren 720S LMGT3 Evo         | WEC   | Hiroshi Hamaguchi     | Nico Pino            | Marino Satō         |
| 155    | Spirit of Race       | Ferrari 296 LMGT3              | ELMS  | Conrad Laursen        | Johnny Laursen       | Jordan Taylor       |
| 777    | D'Station Racing     | Aston Martin Vantage AMR LMGT3 | WEC   | Erwan Bastard         | Satoshi Hoshino      | Marco Sørensen      |
| Źródło |                      |                                |       |                       |                      |                     |

1. ↑  Białorusini i Rosjanie nie mogą startować pod flagami swoich państw zgodnie z wymogami FIA, które zostały wprowadzone po inwazji Rosji na Ukrainę[13].

#### Lista rezerwowa
| 1       | Hypercar | 79 | Proton Competition        | Porsche 963 | IMSA |    | Gianmaria Bruni |
| 2       | LMP2     | 43 | Inter Europol Competition | Oreca 07    | ELMS | P2 | Clément Novalak |
| 3       | LMP2     | 41 | Staysail Motorsport       | Oreca 07    | 24LM | P2 | Michael Dinan   |
| Źródło: |          |    |                           |             |      |    |                 |

## Harmonogram
| Dzień                | Godzina       | Sesja                            | Długość       |
| Dzień testowy        | Dzień testowy | Dzień testowy                    | Dzień testowy |
| -------------------- | ------------- | -------------------------------- | ------------- |
| Niedziela, 9 czerwca | 10:00         | Pierwsza sesja testowa           | 3 godziny     |
| Niedziela, 9 czerwca | 15:30         | Druga sesja testowa              | 3 godziny     |
| Tydzień wyścigowy    |               |                                  |               |
| Środa, 12 czerwca    | 14:00         | Pierwsza sesja treningowa        | 3 godziny     |
| Środa, 12 czerwca    | 19:00         | Sesja kwalifikacyjna             | 1 godzina     |
| Środa, 12 czerwca    | 22:00         | Druga sesja treningowa           | 2 godziny     |
| Czwartek, 13 czerwca | 15:00         | Trzecia sesja treningowa         | 3 godziny     |
| Czwartek, 13 czerwca | 20:00         | Sesja kwalifikacyjna – Hyperpole | 30 minut      |
| Czwartek, 13 czerwca | 22:00         | Czwarta sesja treningowa         | 1 godzina     |
| Sobota, 15 czerwca   | 12:00         | Rozgrzewka                       | 15 minut      |
| Sobota, 15 czerwca   | 16:00         | Wyścig                           | 24 godziny    |
| Źródło:              |               |                                  |               |

## Dzień testowy
| Klasa          | Zespół                       | Samochód             | Czas           | Okr.           |
| Sesja pierwsza | Sesja pierwsza               | Sesja pierwsza       | Sesja pierwsza | Sesja pierwsza |
| -------------- | ---------------------------- | -------------------- | -------------- | -------------- |
| Hypercar       | #7 Toyota Gazoo Racing       | Toyota GR010 Hybrid  | 3:28,467       | 35             |
| LMP2           | #28 IDEC Sport               | Oreca 07             | 3:37,044       | 31             |
| LMGT3          | #78 Akkodis ASP Team         | Lexus RC F LMGT3     | 4:00,106       | 33             |
| Sesja druga    |                              |                      |                |                |
| Hypercar       | #6 Porsche Penske Motorsport | Porsche 963          | 3:26,907       | 36             |
| LMP2           | #22 United Autosports        | Oreca 07             | 3:34,704       | 38             |
| LMGT3          | #82 TF Sport                 | Corvette Z06 LMGT3.R | 3:59,883       | 37             |

## Sesje treningowe
| Klasa          | Zespół                    | Samochód               | Czas           | Okr.           |
| Sesja pierwsza | Sesja pierwsza            | Sesja pierwsza         | Sesja pierwsza | Sesja pierwsza |
| -------------- | ------------------------- | ---------------------- | -------------- | -------------- |
| Hypercar       | #8 Toyota Gazoo Racing    | Toyota GR010 Hybrid    | 3:26,013       | 36             |
| LMP2           | #14 AO by TF              | Oreca 07               | 3:34,245       | 34             |
| LMGT3          | #87 Akkodis ASP Team      | Lexus RC F LMGT3       | 3:57,808       | 35             |
| Sesja druga    |                           |                        |                |                |
| Hypercar       | #8 Toyota Gazoo Racing    | Toyota GR010 Hybrid    | 3:27,474       | 32             |
| LMP2           | #37 COOL Racing           | Oreca 07               | 3:35,386       | 27             |
| LMGT3          | #88 Proton Competition    | Ford Mustang LMGT3     | 3:58,689       | 25             |
| Sesja trzecia  |                           |                        |                |                |
| Hypercar       | #50 Ferrari AF Corse      | Ferrari 499P           | 3:27,283       | 38             |
| LMP2           | #65 Panis Racing          | Oreca 07               | 3:37,217       | 24             |
| LMGT3          | #59 United Autosports     | McLaren 720S LMGT3 Evo | 3:57,558       | 13             |
| Sesja czwarta  |                           |                        |                |                |
| Hypercar       | #8 Toyota Gazoo Racing    | Toyota GR010 Hybrid    | 3:29,451       | 16             |
| LMP2           | #23 United Autosports USA | Oreca 07               | 3:37,121       | 7              |
| LMGT3          | #87 Akkodis ASP Team      | Lexus RC F LMGT3       | 3:58,755       | 6              |

## Kwalifikacje
Pogrubieniem oznaczone są: pole position w każdej kategorii oraz najszybsze czasy okrążeń w każdej z sesji.
| Poz.    | Klasa    | Zespół                        | Kwalifikacje | Hyperpole | Poz. s. |
| ------- | -------- | ----------------------------- | ------------ | --------- | ------- |
| 1       | Hypercar | #6 Porsche Penske Motorsport  | 3:25,051     | 3:24,634  | 1       |
| 2       | Hypercar | #2 Cadillac Racing            | 3:24,993     | 3:24,782  | 7       |
| 3       | Hypercar | #3 Cadillac Racing            | 3:24,642     | 3:24,816  | 2       |
| 4       | Hypercar | #51 Ferrari AF Corse          | 3:25,049     | 3:25,156  | 3       |
| 5       | Hypercar | #50 Ferrari AF Corse          | 3:24,731     | 3:25,598  | 4       |
| 6       | Hypercar | #35 Alpine Endurance Team     | 3:24,872     | 3:25,713  | 5       |
| 7       | Hypercar | #15 BMW M Team WRT            | 3:24,465     | —         | 6       |
| 8       | Hypercar | #12 Hertz Team JOTA           | 3:25,145     | —         | 8       |
| 9       | Hypercar | #36 Alpine Endurance Team     | 3:25,278     |           | 9       |
| 10      | Hypercar | #5 Porsche Penske Motorsport  | 3:25,307     |           | 10      |
| 11      | Hypercar | #8 Toyota Gazoo Racing        | 3:25,446     |           | 11      |
| 12      | Hypercar | #83 AF Corse                  | 3:25,766     |           | 12      |
| 13      | Hypercar | #63 Lamborghini Iron Lynx     | 3:25,973     |           | 13      |
| 14      | Hypercar | #99 Proton Competition        | 3:25,992     |           | 14      |
| 15      | Hypercar | #93 Peugeot TotalEnergies     | 3:26,195     |           | 15      |
| 16      | Hypercar | #20 BMW M Team WRT            | 3:26,223     |           | 16      |
| 17      | Hypercar | #38 Hertz Team JOTA           | 3:26,290     |           | 17      |
| 18      | Hypercar | #311 Whelen Cadillac Racing   | 3:26,311     |           | 18      |
| 19      | Hypercar | #4 Porsche Penske Motorsport  | 3:26,362     |           | 19      |
| 20      | Hypercar | #94 Peugeot TotalEnergies     | 3:27,251     |           | 20      |
| 21      | Hypercar | #19 Lamborghini Iron Lynx     | 3:27,655     |           | 21      |
| 22      | Hypercar | #11 Isotta Fraschini          | 3:29,865     |           | 22      |
| 23      | Hypercar | #7 Toyota Gazoo Racing        | —            |           | 23      |
| 24      | LMP2     | #14 AO by TF                  | 3:33,134     | 3:33,217  | 24      |
| 25      | LMP2     | #28 IDEC Sport                | 3:34,215     | 3:33,827  | 25      |
| 26      | LMP2     | #65 Panis Racing              | 3:33,827     | 3:34,053  | 26      |
| 27      | LMP2     | #23 United Autosports USA     | 3:33,430     | 3:34,221  | 27      |
| 28      | LMP2     | #22 United Autosports         | 3:34,480     | 3:34,270  | 28      |
| 29      | LMP2     | #37 COOL Racing               | 3:32,827     | 3:34,773  | 29      |
| 30      | LMP2     | #33 DKR Engineering           | 3:34,330     | 3:35,699  | 30      |
| 31      | LMP2     | #10 Vector Sport              | 3:34,262     | 3:35,855  | 31      |
| 32      | LMP2     | #183 AF Corse                 | 3:34,767     |           | 32      |
| 33      | LMP2     | #24 Nielsen Racing            | 3:34,794     |           | 33      |
| 34      | LMP2     | #34 Inter Europol Competition | 3:34,885     |           | 34      |
| 35      | LMP2     | #9 Proton Competition         | 3:34,963     |           | 35      |
| 36      | LMP2     | #30 Duqueine Team             | 3:35,070     |           | 36      |
| 37      | LMP2     | #47 COOL Racing               | 3:35,360     |           | 37      |
| 38      | LMP2     | #25 Algarve Pro Racing        | 3:35,474     |           | 38      |
| 39      | LMP2     | #45 Crowdstrike Racing by APR | 3:39,222     |           | 39      |
| 40      | LMGT3    | #70 Inception Racing          | 3:55,406     | 3:58,120  | 40      |
| 41      | LMGT3    | #92 Manthey PureRxcing        | 3:56,189     | 3:58,928  | 41      |
| 42      | LMGT3    | #66 JMW Motorsport            | 3:56,443     | 3:58,938  | 42      |
| 43      | LMGT3    | #77 Proton Competition        | 3:55,263     | 3:59,443  | 43      |
| 44      | LMGT3    | #27 Heart Of Racing Team      | 3:56,243     | 3:59,655  | 44      |
| 45      | LMGT3    | #777 D'Station Racing         | 3:56,500     | 4:02,787  | 45      |
| 46      | LMGT3    | #82 TF Sport                  | 3:56,105     | 4:03,681  | 46      |
| 47      | LMGT3    | #60 Iron Lynx                 | 3:56,153     | 4:06,495  | 47      |
| 48      | LMGT3    | #85 Iron Dames                | 3:56,530     |           | 48      |
| 49      | LMGT3    | #87 Akkodis ASP Team          | 3:56,561     |           | 49      |
| 50      | LMGT3    | #59 United Autosports         | 3:56,710     |           | 50      |
| 51      | LMGT3    | #46 Team WRT                  | 3:56,738     |           | 51      |
| 52      | LMGT3    | #54 Vista AF Corse            | 3:56,780     |           | 52      |
| 53      | LMGT3    | #44 Proton Competition        | 3:56,836     |           | 53      |
| 54      | LMGT3    | #31 Team WRT                  | 3:56,947     |           | 54      |
| 55      | LMGT3    | #91 Manthey EMA               | 3:57,026     |           | 55      |
| 56      | LMGT3    | #88 Proton Competition        | 3:57,221     |           | 56      |
| 57      | LMGT3    | #81 TF Sport                  | 3:57,296     |           | 57      |
| 58      | LMGT3    | #95 United Autosports         | 3:57,313     |           | 58      |
| 59      | LMGT3    | #155 Spirit of Race           | 3:57,349     |           | 59      |
| 60      | LMGT3    | #78 Akkodis ASP Team          | 3:57,441     |           | 60      |
| 61      | LMGT3    | #55 Vista AF Corse            | 3:58,282     |           | 61      |
| 62      | LMGT3    | #86 GR Racing                 | —            |           | 62      |
| Źródła: |          |                               |              |           |         |

1. ↑  Załoga #2 Cadillac Racing została przesunięta o 5 miejsc na starcie w ramach kary nałożonej na Earla Bambera za spowodowanie wypadku podczas poprzedniej rundy FIA WEC[27].
2. ↑  Załoga #15 BMW M Team WRT utraciła czasy uzyskane w sesji Hyperpole za spowodowanie czerwonej flagi[25].
3. ↑  Załoga #7 Toyota Gazoo Racing utraciła czasy uzyskane w sesji kwalifikacyjnej za spowodowanie czerwonej flagi[26].

## Wyścig

### Wyniki
Minimum do bycia sklasyfikowanym (70 procent dystansu pokonanego przez zwycięzców wyścigu) wyniosło 217 okrążeń. Zwycięzcy klas są oznaczeni pogrubieniem.
| Poz.              | Klasa                         | Zespół                                              | Kierowcy                                              | Samochód                       | Opony | Okr. | Czas/Strata   |
| ----------------- | ----------------------------- | --------------------------------------------------- | ----------------------------------------------------- | ------------------------------ | ----- | ---- | ------------- |
| 1                 | Hypercar                      | #50 Ferrari AF Corse                                | Antonio Fuoco Miguel Molina Nicklas Nielsen           | Ferrari 499P                   | M     | 311  | 24:01:55,856  |
| 2                 | Hypercar                      | #7 Toyota Gazoo Racing                              | José María López Kamui Kobayashi Nyck de Vries        | Toyota GR010 Hybrid            | M     | 311  | +14,221       |
| 3                 | Hypercar                      | #51 Ferrari AF Corse                                | Alessandro Pier Guidi James Calado Antonio Giovinazzi | Ferrari 499P                   | M     | 311  | +36,730       |
| 4                 | Hypercar                      | #6 Porsche Penske Motorsport                        | Kévin Estre André Lotterer Laurens Vanthoor           | Porsche 963                    | M     | 311  | +37,897       |
| 5                 | Hypercar                      | #8 Toyota Gazoo Racing                              | Sébastien Buemi Brendon Hartley Ryō Hirakawa          | Toyota GR010 Hybrid            | M     | 311  | +1:02,824     |
| 6                 | Hypercar                      | #5 Porsche Penske Motorsport                        | Matt Campbell Michael Christensen Frédéric Makowiecki | Porsche 963                    | M     | 311  | +1:45,654     |
| 7                 | Hypercar                      | #2 Cadillac Racing                                  | Earl Bamber Alex Lynn Álex Palou                      | Cadillac V-Series.R            | M     | 311  | +2:34,468     |
| 8                 | Hypercar                      | #12 Hertz Team JOTA                                 | Will Stevens Norman Nato Callum Ilott                 | Porsche 963                    | M     | 311  | +3:02,691     |
| 9                 | Hypercar                      | #38 Hertz Team JOTA                                 | Oliver Rasmussen Philip Hanson Jenson Button          | Porsche 963                    | M     | 311  | +3:36,756     |
| 10                | Hypercar                      | #63 Lamborghini Iron Lynx                           | Mirko Bortolotti Daniił Kwiat Edoardo Mortara         | Lamborghini SC63               | M     | 309  | +2 okrążenia  |
| 11                | Hypercar                      | #94 Peugeot TotalEnergies                           | Stoffel Vandoorne Paul di Resta Loïc Duval            | Peugeot 9X8                    | M     | 309  | +2 okrążenia  |
| 12                | Hypercar                      | #93 Peugeot TotalEnergies                           | Jean-Éric Vergne Mikkel Jensen Nico Müller            | Peugeot 9X8                    | M     | 309  | +2 okrążenia  |
| 13                | Hypercar                      | #19 Lamborghini Iron Lynx                           | Romain Grosjean Andrea Caldarelli Matteo Cairoli      | Lamborghini SC63               | M     | 309  | +2 okrążenia  |
| 14                | Hypercar                      | #11 Isotta Fraschini                                | Carl Bennett Jean-Karl Vernay Antonio Serravalle      | Isotta Fraschini Tipo 6-C      | M     | 302  | +9 okrążeń    |
| 15                | LMP2                          | #22 United Autosports                               | Oliver Jarvis Bijoy Garg Nolan Siegel                 | Oreca 07                       | G     | 297  | +14 okrążeń   |
| 16                | LMP2                          | #34 Inter Europol Competition                       | Jakub Śmiechowski Władisław Łomko Clément Novalak     | Oreca 07                       | G     | 297  | +14 okrążeń   |
| 17                | LMP2                          | #28 IDEC Sport                                      | Paul Lafargue Job van Uitert Reshad de Gerus          | Oreca 07                       | G     | 297  | +14 okrążeń   |
| 18                | LMP2 Pro/Am                   | #183 AF Corse                                       | François Perrodo Ben Barnicoat Nicolás Varrone        | Oreca 07                       | G     | 297  | +14 okrążeń   |
| 19                | LMP2                          | #10 Vector Sport                                    | Ryan Cullen Patrick Pilet Stéphane Richelmi           | Oreca 07                       | G     | 297  | +14 okrążeń   |
| 20                | LMP2 Pro/Am                   | #14 AO by TF                                        | P.J. Hyett Louis Delétraz Alex Quinn                  | Oreca 07                       | G     | 295  | +16 okrążeń   |
| 21                | LMP2 Pro/Am                   | #33 DKR Engineering                                 | Alexander Mattschull René Binder Laurents Hörr        | Oreca 07                       | G     | 295  | +16 okrążeń   |
| 22                | LMP2                          | #25 Algarve Pro Racing                              | Matthias Kaiser Olli Caldwell Roman De Angelis        | Oreca 07                       | G     | 294  | +17 okrążeń   |
| 23                | LMP2 Pro/Am                   | #65 Panis Racing                                    | Rodrigo Sales Mathias Beche Scott Huffaker            | Oreca 07                       | G     | 293  | +18 okrążeń   |
| 24                | LMP2 Pro/Am                   | #47 COOL Racing                                     | Naveen Rao Matthew Bell Frederik Vesti                | Oreca 07                       | G     | 291  | +20 okrążeń   |
| 25                | LMP2                          | #24 Nielsen Racing                                  | Fabio Scherer David Heinemeier Hansson Kyffin Simpson | Oreca 07                       | G     | 291  | +20 okrążeń   |
| 26                | LMP2                          | #37 COOL Racing                                     | Lorenzo Fluxá Malthe Jakobsen Ritomo Miyata           | Oreca 07                       | G     | 289  | +22 okrążenia |
| 27                | LMGT3                         | #91 Manthey EMA                                     | Yasser Shahin Morris Schuring Richard Lietz           | Porsche 911 GT3 R LMGT3 (992)  | G     | 281  | +30 okrążeń   |
| 28                | LMGT3                         | #31 Team WRT                                        | Darren Leung Sean Gelael Augusto Farfus               | BMW M4 LMGT3                   | G     | 280  | +31 okrążeń   |
| 29                | Hypercar                      | #311 Whelen Cadillac Racing                         | Luis Felipe Derani Jack Aitken Felipe Drugovich       | Cadillac V-Series.R            | M     | 280  | +31 okrążeń   |
| 30                | LMGT3                         | #88 Proton Competition                              | Giorgio Roda Mikkel Pedersen Dennis Olsen             | Ford Mustang LMGT3             | G     | 280  | +31 okrążeń   |
| 31                | LMGT3                         | #44 Proton Competition                              | John Hartshorne Ben Tuck Christopher Mies             | Ford Mustang LMGT3             | G     | 280  | +31 okrążeń   |
| 32                | LMGT3                         | #85 Iron Dames                                      | Sarah Bovy Michelle Gatting Rahel Frey                | Lamborghini Huracán LMGT3 Evo2 | G     | 279  | +32 okrążenia |
| 33                | LMGT3                         | #55 Vista AF Corse                                  | François Hériau Simon Mann Alessio Rovera             | Ferrari 296 LMGT3              | G     | 279  | +32 okrążenia |
| 34                | LMGT3                         | #78 Akkodis ASP Team                                | Arnold Robin Timur Bogusławskij Kelvin van der Linde  | Lexus RC F LMGT3               | G     | 279  | +32 okrążenia |
| 35                | LMGT3                         | #155 Spirit of Race                                 | Johnny Laursen Conrad Laursen Jordan Taylor           | Ferrari 296 LMGT3              | G     | 279  | +32 okrążenia |
| 36                | LMGT3                         | #777 D'Station Racing                               | Satoshi Hoshino Erwan Bastard Marco Sørensen          | Aston Martin Vantage AMR LMGT3 | G     | 279  | +32 okrążenia |
| 37                | LMGT3                         | #87 Akkodis ASP Team                                | Takeshi Kimura Esteban Masson Jack Hawksworth         | Lexus RC F LMGT3               | G     | 279  | +32 okrążenia |
| 38                | LMGT3                         | #82 TF Sport                                        | Hiroshi Koizumi Sébastien Baud Daniel Juncadella      | Corvette Z06 LMGT3.R           | G     | 278  | +33 okrążenia |
| 39                | LMGT3                         | #86 GR Racing                                       | Michael Wainwright Daniel Serra Riccardo Pera         | Ferrari 296 LMGT3              | G     | 278  | +33 okrążenia |
| 40                | LMGT3                         | #70 Inception Racing                                | Brendan Iribe Ollie Millroy Frederik Schandorff       | McLaren 720S LMGT3 Evo         | G     | 275  | +36 okrążeń   |
| 41                | LMGT3                         | #92 Manthey PureRxcing                              | Alaksandr Małychin Joel Sturm Klaus Bachler           | Porsche 911 GT3 R LMGT3 (992)  | G     | 273  | +38 okrążeń   |
| 42                | LMP2 Pro/Am                   | #23 United Autosports USA                           | Ben Keating Filipe Albuquerque Benjamin Hanley        | Oreca 07                       | G     | 272  | +39 okrążeń   |
| 43                | LMGT3                         | #81 TF Sport                                        | Tom van Rompuy Rui Andrade Charlie Eastwood           | Corvette Z06 LMGT3.R           | G     | 267  | +44 okrążenia |
| 44                | LMGT3                         | #60 Iron Lynx                                       | Claudio Schiavoni Matteo Cressoni Franck Perera       | Lamborghini Huracán LMGT3 Evo2 | G     | 258  | +53 okrążenia |
| 45                | Hypercar                      | #99 Proton Competition                              | Neel Jani Harry Tincknell Julien Andlauer             | Porsche 963                    | M     | 251  | +60 okrążeń   |
| 46                | LMGT3                         | #77 Proton Competition                              | Ryan Hardwick Zacharie Robichon Benjamin Barker       | Ford Mustang LMGT3             | G     | 227  | +84 okrążenia |
| Niesklasyfikowani |                               |                                                     |                                                       |                                |       |      |               |
|                   | Hypercar                      | #20 BMW M Team WRT                                  | Sheldon van der Linde Robin Frijns René Rast          | BMW M Hybrid V8                | M     | 96   |               |
| Nie ukończyli     |                               |                                                     |                                                       |                                |       |      |               |
|                   | Hypercar                      | #83 AF Corse                                        | Robert Kubica Robert Szwarcman Yifei Ye               | Ferrari 499P                   | M     | 248  |               |
| Hypercar          | #3 Cadillac Racing            | Sébastien Bourdais Renger van der Zande Scott Dixon | Cadillac V-Series.R                                   | M                              | 223   |      |               |
| LMGT3             | #59 United Autosports         | James Cottingham Nicolas Costa Grégoire Saucy       | McLaren 720S LMGT3 Evo                                | G                              | 220   |      |               |
| LMGT3             | #95 United Autosports         | Hiroshi Hamaguchi Nico Pino Marino Satō             | McLaren 720S LMGT3 Evo                                | G                              | 212   |      |               |
| Hypercar          | #4 Porsche Penske Motorsport  | Mathieu Jaminet Felipe Nasr Nick Tandy              | Porsche 963                                           | M                              | 211   |      |               |
| LMGT3             | #27 Heart Of Racing Team      | Ian James Daniel Mancinelli Alex Riberas            | Aston Martin Vantage AMR LMGT3                        | G                              | 196   |      |               |
| LMP2 Pro/Am       | #45 Crowdstrike Racing by APR | George Kurtz Colin Braun Nicky Catsburg             | Oreca 07                                              | G                              | 149   |      |               |
| LMP2 Pro/Am       | #30 Duqueine Team             | John Falb James Allen Jean-Baptiste Simmenauer      | Oreca 07                                              | G                              | 112   |      |               |
| LMGT3             | #66 JMW Motorsport            | Giacomo Petrobelli Larry ten Voorde Salih Yoluç     | Ferrari 296 LMGT3                                     | G                              | 112   |      |               |
| LMGT3             | #46 Team WRT                  | Ahmad Al Harthy Valentino Rossi Maxime Martin       | BMW M4 LMGT3                                          | G                              | 109   |      |               |
| Hypercar          | #15 BMW M Team WRT            | Dries Vanthoor Raffaele Marciello Marco Wittmann    | BMW M Hybrid V8                                       | M                              | 102   |      |               |
| Hypercar          | #36 Alpine Endurance Team     | Nicolas Lapierre Mick Schumacher Matthieu Vaxivière | Alpine A424                                           | M                              | 88    |      |               |
| LMP2              | #9 Proton Competition         | Jonas Ried Macéo Capietto Bent Viscaal              | Oreca 07                                              | G                              | 86    |      |               |
| Hypercar          | #35 Alpine Endurance Team     | Paul-Loup Chatin Ferdinand Habsburg Charles Milesi  | Alpine A424                                           | M                              | 75    |      |               |
| LMGT3             | #54 Vista AF Corse            | Thomas Flohr Francesco Castellacci Davide Rigon     | Ferrari 296 LMGT3                                     | G                              | 30    |      |               |

### Statystyki

#### Najszybsze okrążenie
| Klasa    | Kierowca        | Zespół                 | Czas     | Okr. |
| -------- | --------------- | ---------------------- | -------- | ---- |
| Hypercar | Kamui Kobayashi | #7 Toyota Gazoo Racing | 3:28.756 | 254  |
| LMP2     | Oliver Jarvis   | #22 United Autosports  | 3:38.284 | 141  |
| LMGT3    | Conrad Laursen  | #155 Spirit of Race    | 3:57.429 | 67   |
| Źródło   |                 |                        |          |      |